# アヴェンヌ
アヴェンヌ （Avène）は、フランス、オクシタニー地域圏、エロー県のコミューン。

## 地理
アヴェンヌはエロー県の北西部の山地を占めるオー・カントン地方（fr）の村である。コミューンは同じ名の温泉水および化粧品の存在で名高い。アヴェンヌは、バラリュック＝レ＝バン、ラマルー＝レ＝バンとともに、県内に三箇所ある温泉地の1つである。

## 人口統計
| 1962年 | 1968年 | 1975年 | 1982年 | 1990年 | 1999年 | 2006年 | 2011年 |
| ------ | ------ | ------ | ------ | ------ | ------ | ------ | ------ |
| 582    | 457    | 430    | 259    | 269    | 275    | 289    | 309    |

参照元:1999年までEHESS、2004年以降INSEE

## ゆかりの人物
- ミシェル・ガラブリュ（fr:Michel Galabru） - 俳優。幼年時代をアヴェンヌですごす。